# Heinrich Adolph Tietgens

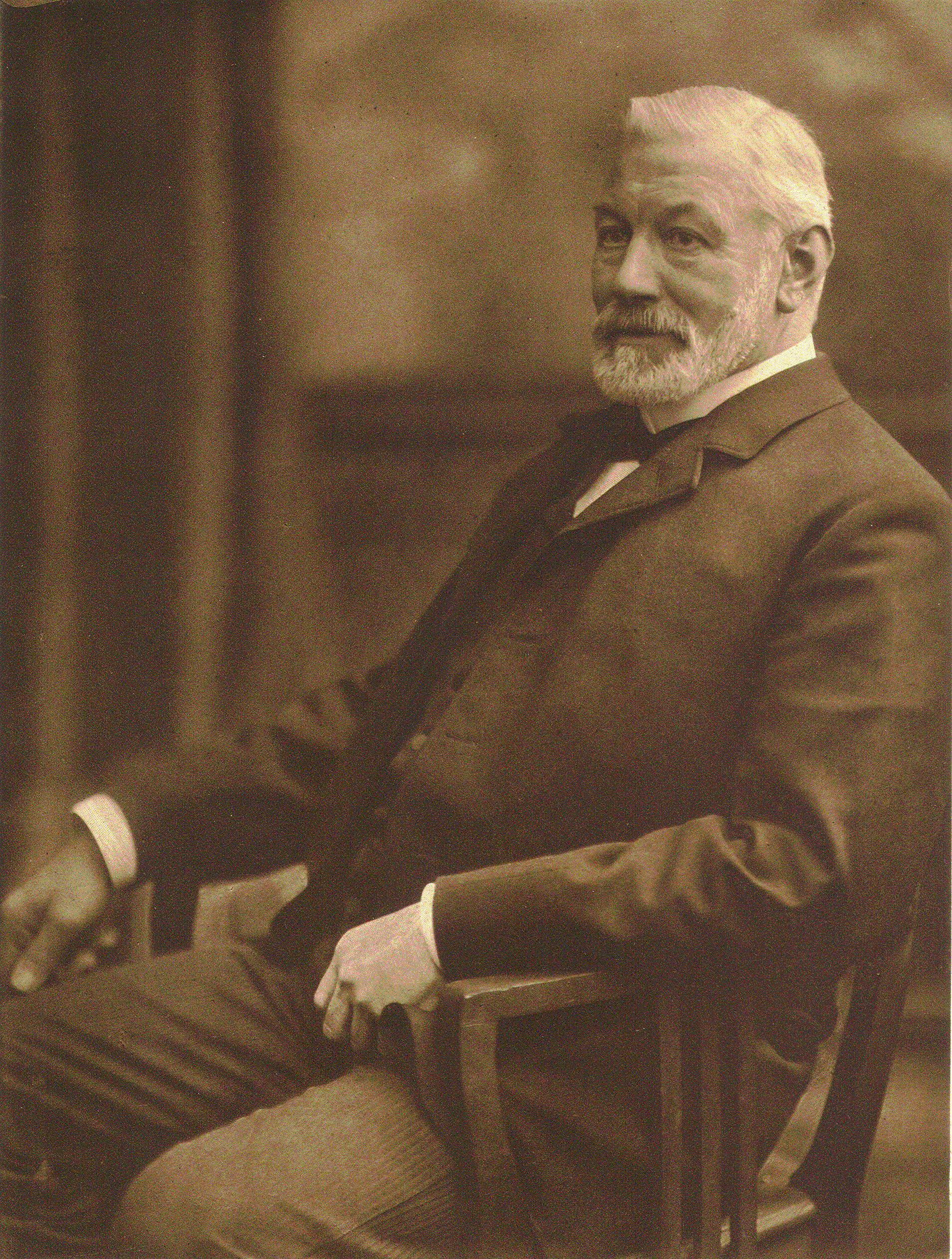
Heinrich Adolph Tietgens, 1905

Heinrich Adolph Tietgens (* 28. Juni 1841 in Hamburg; † 12. Februar 1920 ebenda) war ein deutscher Kaufmann und Politiker.

## Leben
Tietgens war Teilhaber der Handelsfirma / Reederei Tietgens & Robertson.
Von 1877 bis 1886 gehörte Tietgens der Hamburgischen Bürgerschaft an.
Heinrich Adolph Tietgens ruht in der Familiengrabstätte auf dem Friedhof Ohlsdorf (Planquadrat T 7). 